# 北京原人
北京原人（ペキンげんじん、Homo erectus pekinensis）は、中国北京市房山県周口店竜骨山の森林で発見された化石人類である。学名はホモ・エレクトス・ペキネンシス。2015年現在はホモ・エレクトス (Homo erectus) の亜種として扱われる。北京原人を含むホモ・エレクトスが生きていた時代は更新世中期である。従来は上記の化石の年代は約50万年前とされていたが、最新の研究では約68万-78万年前と推定されている。
周口店の北京原人遺跡はユネスコの世界遺産として登録されている。

## 研究史
北京では骨や歯の化石が「竜骨」として売られており、その中には人類のものと思われる歯が含まれていた。義和団の乱の末期にドイツの軍医が竜骨として売られていた歯を発見し、この歯はミュンヘンの大学教授の元に送られ、1902年に報告された。1921年にスウェーデンの地質学者ユハン・アンデショーンとオーストリアの古生物学者オットー・ズダンスキーが人類のものと思われる歯の化石を発見した。1927年に新たに発見された臼歯に基づき、カナダの解剖学者ダヴィッドソン・ブラックにより新属新種として報告された。さらに、その後の調査で1929年12月2日、中国の考古学者である裴文中が完全な頭蓋骨を発見した。結果的に合計十数人分（全部の骨を合わせれば40人分とする説もある。）の原人の骨が発掘された。
模式標本を含む複数の化石は1940年ごろにはロックフェラー財団に支援を受け、北京に設立された北京協和医学院で保管されていたが、日米関係の悪化によりアメリカへの移送が計画された。真珠湾攻撃により戦争が始まったことで「プレジデント・ハリソン」が拿捕され計画は失敗した。北京原人の骨に関心を持っていた日本軍も捜索したが発見することは出来ず、この日以降行方不明となっている。
紛失の前に北京協和医学院の客員解剖学教授であったドイツ出身の学者フランツ・ワイデンライヒがすでに詳細な記録や研究を残しており、これを元にしたレプリカが研究資料となっている。戦後の断続的な調査により、1966年に頭蓋骨破片2個と歯1本が見つかるなど若干数が発掘されたが、1980年代までに周口店での発掘はほぼ完了した。
北京原人を現生人類（アジア人）の祖先とする考えがあった。2021年現在では、現代人のミトコンドリアDNAの系統解析により否定されている。
北京原人はアフリカ大陸に起源を持つ原人のひとつであるが、現生人類の祖先ではなく、何らかの理由で絶滅したと考えられている。石器や炉の跡が同時に発見されていることから、石器や火を利用していたとも考えられている。また、動物の骨が近くに見つかったことから、それらを焼いて食べていたという説もある。さらに、原人の骨自体が粉々にされていたので、北京原人の間では食人の風習もあったという説もまた有力であった。しかし、レプリカに残っていた食痕からハイエナ類によるものであるという見解が提出された。
額が現代人に比べ、なだらかに傾斜し、後頭部の骨は突き出していた。類人猿でも現代の人間でもない、その進化の過程の原人だとされた。

## 骨の行方
1941年以降に行方不明となった骨の化石の行方については、「日本軍に押収されたが空襲で焼けた」「中国の何処かに隠されている」「不老長寿の薬として使われた」など多くの仮説を生み謎のままとなっている。これを20世紀最大のミステリーと評する声もある。
日本軍憲兵隊の通訳をしていた錠者重春によれば、ワイデンライヒはすでに夏に米本土に引揚げていたため抑留所に収容されていた協和医学院の事務総長トレヴァー・ボーエンを尋問したところ、米本国への輸送を計画、発見された化石のほとんど全てを木箱に詰めて、北京のアメリカ海兵隊兵舎に送ったという。ワイデンライヒの秘書クレア・タシジャンの後の証言によれば、そこからさらに列車で豊台、天津を経由して秦皇島のアメリカ海兵隊のキャンプ・ホーカムに運び、1941年12月5日、秦皇島から貨客船「プレジデント・ハリソン」に乗せるため港へ移動し、12月9日に積み込み、フィリピンのコレヒドール、マニラを経由して米本土に移送する予定であったという。
ところが、北京の海兵隊兵舎からの行方がぷっつりと途絶えたとされている。
中国政府では、
- 移送前の北京協和医学院での目撃例
- アメリカ軍が駐留していた天津市にある病院の地下室で頭蓋骨を詰めた可能性がある箱の目撃例
- 皇居の地下室に保管されている

を有力情報として捜索を継続している。
1977年には日本軍に押収され阿波丸で輸送中に撃沈されたという説を元に、潜水調査を行ったが発見には至らなかった。
1970年代にはオーストラリアの実業家が情報提供者に15万ドルの懸賞金を出すと公表すると、骨らしきものがシドニー美術館に持ち込まれたが、本物と断定するには至らなかった。
中国科学院古脊椎動物与古人類研究所の賈蘭波らの『北京原人匆匆来去』によれば、人骨以外の石器・装身具等と周口店関係の文書は戦争中に日本人科学者らが捜し当て東京へ運ばせ東京帝大で保管していたが、戦後GHQが接収、中国へ返還したという。再発掘の話もあったが経費の問題で沙汰やみになったという。当時、中国にも来た人類学者の長谷部言人は、人骨は行方不明だが獣骨は一部南京に送られたものを除いて北京の旧新生代研究所にあった、大東亜戦争開始と共に研究所と出土地の竜骨山の大部分を皇軍が接収し安全となったのは至幸というべきと語っていた。そのため戦後、化石の行方が世界的に問題になったとき日本軍による持去りが疑われ、長谷部はGHQの取調べを受けている。長谷部が、後に語ったところによれば、知人の北支派遣軍軍医部長が部隊に先立って予て知っていた保存場所の北京協和医学院を臨検したが北京原人の化石は既に不明だったという。当の松橋保軍医大尉もその証言を行っている。